# Shakarparian
Shakarparian (também conhecido como Shakarparian Hills) consiste em uma colina e um parque local em Islamabade, no Paquistão.
É derivado de duas palavras da língua Potohari: Shakar, que significa "doce", e Parian do Parao, o que significa um lugar para descansar, ou parar sobre -num intervalo durante viagens longas.  O parque está localizado perto do ponto zero,o Monumento do Paquistão está localizado no Shakarparian.
Shakarparian também tem um campo de desfile que hospeda a parada do dia do Paquistão todos os anos em 23 de março.